# 러셀-아인슈타인 선언

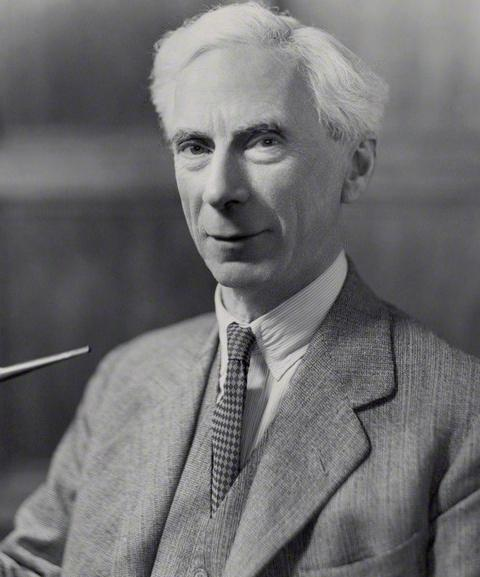
버트런드 러셀

러셀-아인슈타인 선언(Russell–Einstein Manifesto)이란 미국·소련 양국간 수소폭탄 경쟁이 심화되던 1955년 영국의 철학자 버트런드 러셀과 미국의 물리학자 알베르트 아인슈타인이 중심이 되어 핵무기 폐기와 과학 기술의 평화적 이용을 호소한 선언문이다. 서명인 11명 가운데 레오폴트 인펠트를 제외한 10명이 노벨상을 수상하였다.
또한 이 선언의 영향을 받아 1957년부터 퍼그워시 회의가 개최되게 되었다.

## 선언에 서명한 사람
- 알베르트 아인슈타인
- 버트런드 러셀
- 막스 보른
- 퍼시 브리지먼
- 레오폴트 인펠트
- 프레데리크 졸리오퀴리
- 허먼 조지프 멀러
- 라이너스 폴링
- 세실 파월
- 조지프 로트블랫
- 유카와 히데키

## 더 보기
- 핵폭발의 효과